# مارک پرکیوس
مارک پرکیوس (انگلیسی: Mark Precious؛ زادهٔ ۲۹ august ۱۹۵۶ (۶۸ سال)) بازیکن هاکی روی چمن اهل بریتانیا است.